# Consiglio legislativo del Brunei
Il Consiglio legislativo del Brunei (in lingua malese Majlis Mesyuarat Negara) è il parlamento del Brunei.
Fu istituito dalla costituzione del paese del 1959, sezione 23; la sezione 24 stabilisce che il Consiglio è composto dai membri del governo, da titolati, da personalità che si sono distinte nel proprio campo, dai rappresentanti di distretto e dal segretario del Consiglio; tutte queste persone entrano a far parte del Consiglio su nomina del sultano. Il Consiglio fu sciolto nel 1984 subito dopo l'indipendenza, ma il 25 settembre 2004 il sultano ne permise la ricostituzione.
Il Consiglio legislativo è composto dai seguenti membri:
- Presidente del Consiglio legislativo: Abdul Rahman Taib
- Membri del governo (primo ministro e ministri):
  - Hassanal Bolkiah
  - Al-Muhtadee Billah
  - Mohamed Bolkiah
  - Abdul Rahman bin Mohamed Taib
  - Mohamed Zain bin Serudin
  - Ahmad bin Jumat
  - Abu Bakar bin Apong
  - Adanan bin Mohamed Yussof
  - Suyoi bin Osman
  - Abdullah bin Bakar
  - Mohammad bin Daud
  - Yahya bin Bakar
  - Abdul Rahman bin Ibrahim
  - Lim Jock Seng
- Titolati:
  - Mohamed Yusof bin Abdul Rahim
  - Abdul Momin bin Ismail
  - Mohamed Yasmin bin Umar
- Personalità:
  - Damit bin Sunggoh
  - Goh King Chin
  - Othman bin Uking
  - Puasa bin Tudin
  - Sulaiman bin Ahai
  - Idris bin Abbas
  - Mohamed Yunos bin Mohamed Noh
- Rappresentanti di distretto:
  - Abu Bakar bin Ibrahim (distretto di Brunei-Muara)
  - Abu Bakar bin Mansor (comune di Lumapas)
  - Mohamed Shafiee bin Ahmad (distretto di Belait)
  - Mohamed Taha bin Abdul Rauf (distretto di Tutong)
  - Sulaiman bin Ahad (distretto di Temburong)
- Segretario del Consiglio: Huraini Hurairah